# تسمم بالمبيد الحشري
التسمم بالمبيد الحشري (بالإنجليزية: pesticide poisoning)‏ هو اضطراب يحدث عندما تؤثر المواد الكيميائية المستعملة للقضاء على الحشرات (مبيدات الحشرات)، على الكائنات الحية الأخرى غير المستهدفة من وراء ذلك الاستخدام ومن أمثلة تلك الكائنات الحية على سبيل المثال الإنسان، حيوانات الحياة البرية أو النحل وغيره.

## السبب
ترجع معظم حالات التعرض للتسمم الكامنة وراء استخدام المبيات الحشرية إلى أسبابٍ حدثيةٍ أو حالات تسمم بهدف الانتحار، وكذلك في أثناء التعرض المهني، أو التعرض الكامل للتيار بعيداً عن الهدف المقصود من وراء استخدامها، هذا بالإضافة إلى تعرض العامة بسبب عملية التلوث البيئي.

### أسباب حدثية وانتحارية
يمثل التسمم الذاتي (بالإنجليزية: Self-poisoning)‏ بالمبيدات الحشرية الزراعية إحدى مشكلات الصحة العامة الرئيسيةً الكامنةً، والتي تُعَدْ إحدى أكثر صور الإصابة الذاتية شيوعاً في النصف الجنوبي العالمي من الكرة الأرضية. حيث تُقَدِر منظمة الصحة العالمية أن نحو 300.000 شخصاً يلقون حتفهم سنوياً بسبب الأذية الذاتية في منطقة الجنوب الآسيوي المطلة على ساحل المحيط الهادي وحدها. ويبدو أن الكثير من حالات التسمم من جراء استخدام المبيدات الحشرية أنه عبارة عن أعمالٍ متهورةٍ تقع في أثناء الضلوع في أحداثٍ مُجهدةٍ، بالإضافة إلى إمكانية الوصول إلى المبيدات الحشرية تؤثر بصورةٍ قويةٍ في التعرض لمخاطر التسمم الذاتي.

### أسباب مهنية
كما يمثل التسمم الذاتي بالمبيدات الحشرية إحدى قضايا الصحة المهنية الهامة نتيجة أن المبيدات الحشرية تُستخدم بصورةٍ واسعةٍ في مجال العديد من الصناعات، مما يعرض حياة فئات عديدةٍ من العمال للخطر. هذا ويؤدي الاستخدام المتزايد المكثف للمبيدات الحشرية من قِبَلْ عمال الزراعة في تزايد خطورة المعاناة من أمراض أمراض المبيدات الحشرية بصورةٍ خاصةٍ. كما أن العمال في مجال الصناعات الأخرى يكونون عرضةً لمخاطر التعرض للمبيدات الحشرية كذلك. على سبيل المثال، إمكانية الوصول التجارية إلى المبيدات الحشرية المتوفرة في المتاجر تضع عمال التجزئة أمام خطر التعرض والإصابة بالمرض في حالة تعاملهم مع منتجات المبيدات الحشرية المختلفة. هذا بالإضافة إلى أن انتشار المبيدات الحشرية تعرض حياة عمال الإنقاذ والطواريء ومنهم مثلاً رجال الإطفاء وضباط الشرطة للخطر نتيجة أنهم غالباً ما يكونوا أول من يستجيب ويصل إلى تلك الحوادث الطارئة ولا يكونون على وعيٍ بتواجد مثل تلك المخاطر السامة. وكذلك قد تُعَرِّض عملية رش الحشرات بالطائرة (بالإنجليزية: aircraft disinsection)‏، والتي يتم فيها تعبئة المبيدات الحشرية بطائرات الرحلات الدولية الواردة بهدف التحكم في وضبط الحشرات والأمراض، ركاب تلك الرحلات الجوية للخطر.
وتسفر مختلف المهن الوظيفية عن وقوع مستوياتٍ مختلفةٍ من التعرض. حيث قد تنتج أغلب صور التعرض المهني للمبيدات من خلال عملية الامتصاص بوساطة الجلد المعرض ومنه مناطق الوجه، الأيدي، الأذرعة، الرقبة، ومنطقة الصدر. وقد يتزايد هذا التعرض في بعض الأحيان من خلال عملية الاستنشاق في تلك الأماكن التي تُجرى فيها عملية رشٍ للمبيدات أو في البيئات الأخرى المغلقة، داخل قمرات قيادة الجرارات الزراعية، وكذلك في أثناء استخدام مراوح رش الرزاز الدوارة.

## الفيسيولوجيا المرضية

### الكلورات العضوية
تتراكم مبيدات الكلورات العضوية الحشرية (بالإنجليزية:  pesticidesorganochlorine)‏ في الأنسجة الدهنية وتتسم بأنها ثابتةً للغاية. وخلال عملية التجميع الحيوي (الكميات الأقل في البيئة تتضخم بالتسلسل من خلال السلسلة الغذائية)، يمكن لكمياتٍ ضخمةٍ من الكلورات العضوية أن تتجمع في قمة الأجناس وخاصةً البشر. مما يجعل من ذلك الأمر دليلاً دامغاً لاقتراح أن مبيد الدي دي تي (ثنائي كلورو ثنائي فينيل ثلاثي كلورو الإيثان)، ومستقلبه Dichlorodiphenyldichloroethylene الذي ينتج عن تكسير الدي دي تي، يعمل بمثابة عامل اختلالٍ للغدد الصماء، متداخلاً بذلك مع الوظيفة الهرمونية للإستروجين، التستوستيرون، بالإضافة إلى هرمونات الإستيرويد.

### مركبات انتيكولينستراز
(بالإنجليزية: Anticholinesterase compounds)‏

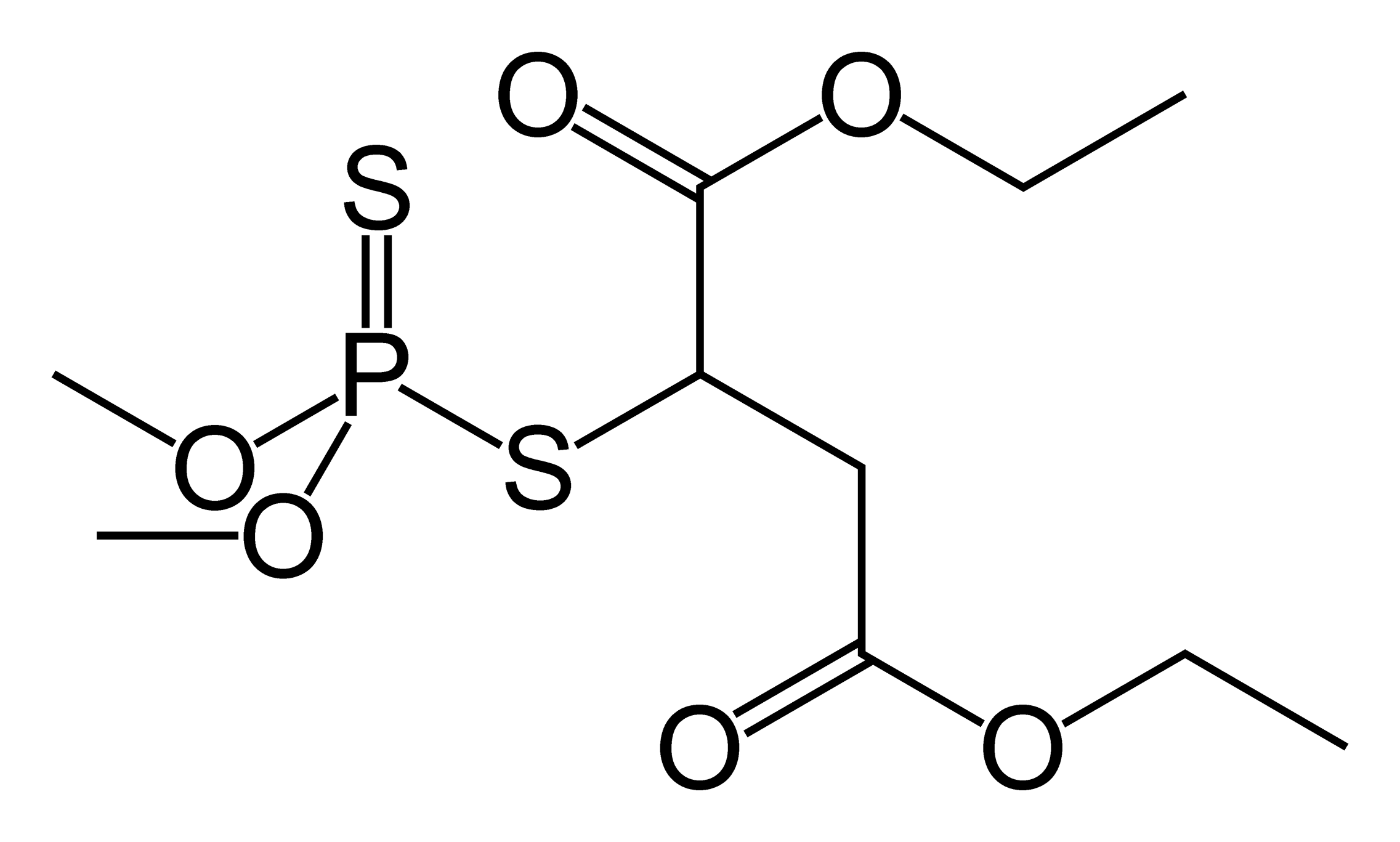
الميلاثنون، انتيكولينستراز الفوسفات العضوي.

عُرِفَ الفوسفات العضوي منذ زمنٍ بعيدٍ بأنه السبب وراء حالات تسمم الخلايا العصبية متأخرٍ الظهور، والذي غالباً ما لا يمكن قهره أو التغلب عليه. حيث أوضحت العديد من الدراسات وجود عجزٍ وقصورٍ واضحٍ في الوظيفة الإدراكية للعمال المعرضون بصورةٍ مزمنةٍ للمبيدات الحشرية. هذا وقد اقترحت أدلةٌ أحدثٌ أن مثل تلك المبيدات الحشرية قد تُسْفِر عن تسممٍ عصبيٍ نمائيٍ في حالات الجرعات الأقل وبدون ضغط مستويات بلازما الكولينيستيراز.

## التشخيص
تتسم أغلب الأمراض المرتبطة بالتعرض للمبيدات الحشرية بأن لها أعراضٍ شبيهةٍ بالحالات الصحية المنتشرة، ومن ثم يُعَد التاريخ المهني والبيئي المفصل والكامل ضرورياً للتشخيص الصحيح لحالات التسمم بالمبيدات الحشرية. كما أن طرح المزيد من التساؤلات الإضافية الفاحصة حول عمل المريض وبيئة منزله، بالإضافة إلى طرح استبيانٍ نموذجيٍ للصحة، قد تشير جميعاً إلى ما إذا كان هناك حالةٍ للتسمم بالمبيدات الحشرية أم لا.
فلو كان شخصٌ ما يستخدم مبيدات الكارباميت (بالإنجليزية: carbamate)‏ والفوسفات العضوي (بالإنجليزية: organophosphate)‏ الحشرية بصورةٍ منتظمةٍ، فمن الضروري له حينئذِ لأن يُجري اختبار الخط الأساسي للكولين. حيث يُعَد الكولين (بالإنجليزية: cholinesterase)‏ إنزيماً هاماً وضرورياً للجهاز العصبي، وأن تلك المجموعات الكيميائية تقتل الحشرات بالإضافة إلى أنها من المحتمل أن تؤذي أو تقتل البشر كذلك من خلال تثبيط الكولين. ومن ثم فلو أجرى شخصٌ ما اختبار الخط الأساسي وشل فيما بعد بوجود حالة تسمم عنده، يستطيع ذلك الفرد حينئذٍ أن يتعرف على حدود المشكلة من خلال المقارنة فيما بين مستوى تواجد الكولين مع ذلك مستوى الخط الأساسي أو القاعدي.

## الوقاية
يمكن تجنب التعرض للتسمم الحدثي من خلال التوصيف المناسب للملصقات والتخزين الجيد للحاويات. فعند التعامل مع أو رش المبيدات الحشرية، يمكن التقليل من خطر التعرض لها بصورةٍ واضحةٍ من خلال حماية أجزاءٍ معينةٍ من الجسم حيث يُظهر الجلد قدرة عالية على الامتصاص، ومنها على سبيل المثال منطقة الصفن، تحت الإبطين، الوجه، فروة الرأس والأيدي. كما أثبتت قفازات الأيدي المقاومة للكيماويات قدرتها على التقليل من مستوى التلوث بسنبة تتراوح من 33- إلى 86%.

## العلاج
غالبا ما تعتمد بعض طرق العلاج الخاصة لحالات تسمم المبيدات الحشرية الحادة على المبيد الحشري أو فئة المبيد الحشري المسؤول عن عملية التسمم تلك. على الرغم من ذلك، توجد أساليب علاجية أساسية يمكن تطبيقها في علاج معظم حالات التسمم الحادة، ومنها تطهير الجلد من التلوث، حماية مجرى الهواء، تطهير الجهاز الهضمي، وضبط عملية العلاج.
ويتم استخدام عملية تطهير الجلد في أثناء إتخاذ كافة تدابير حماية الحياة الأخرى. حيث يتم نزع الملابس، ويستحم المريض بالصابون والماء، في حين يتم غسل الشعر بالشامبو بهدف التخلص من المواد الكيميائية وإزالتها من الشعر. إلا أن العينين يتم مسحهما بالماء لمدة تتراوح من 10- 15 دقيقة. هذا ولو تطلب الأمر، يتممد المريض بأنابيب أكسوجين. إلا أنه وفي بعض الحالات الحرجة، لابد من توفير تهويةٍ رئويةٍ آلياً للمريض. وغالباً ما يستخدم لورازيبام (بالإنجليزية: lorazepam)‏، فينتوين (بالإنجليزية: phenytoin)‏، أو ديازيبام (بالإنجليزية: diazepam)‏ مع أزمات تسمم المبيدات الحشرية، ومنها (بصورةٍ خاصةٍ في حالات التسمم بالكلورات العضوية).
لا يُنْصَح باستخدام غسيل المعدة (بالإنجليزية: Gastric lavage)‏ بصورةٍ منتظمةٍ في معالجة حالات تسمم المبيدات الحشرية، حيث أن الفائدة السريرية من وراء ذلك الإجراء لم يتم إثباتها في الدراسات المضبوطة؛ حيث أن لم يُشَر إليه إلا إذا كان المريض قد تناول كميةٍ مهددةٍ للحياة من السم ولم يمر أكثر من 60 دقيقةٍ على عملية تناول السم. حيث يتم وضع أنبوب ليصل إلى معدة المريض، ثم يتم ضخ السالين عبر ذلك الأنبوب لمحاولة إزالة السم الموجود بالمعدة. أما إذا أُصيب المريض بضعفٍ عصبيٍ، يتم دفع أنبوب حنجري عبر القصبة الهوائية (بالإنجليزية: endotracheal tube)‏ مكبل قبيل بدء إجراءات الغسيل، بهدف حماية مجرى الهواء. مع ملاحظة أن الدراسات أثبتت نجاة فقط نسبة من 8% إلى 32% من حالات معافاة مرضى التسمم خلال الـ 60 دقيقة الأولى من التعرض. بيد أنه يوجد دليلٌ كذلك على أن عملية الغسيل قد تدفع بالمادة السامة إلى الأمعاء الدقيقة، مما يزيد من امتصاصها. مما يجعل الغسيل مضاد للاستطبابفي حالات تناول المواد الهيدروكربونية.
يُستخدم الفحم المنشط في بعض الأحيان حيث ثبُتَ أنه ناجحاً مع بعض أنواع المبيدات الحشرية. حيث أوضحت الدراسات أن له القدرة على تقليل كمية المواد الممتصة لو تم تناولها في غضون 60 دقيقة من التعرض للتسمم،  على الرغم من عدم توافر بياناتٍ كافيةٍ لتقرير ما إذا كان فعالاً لو طالت المدة الزمنية من التعرض. كما أن شراب الأبيكاك (بالإنجليزية: Syrup of ipecac)‏ لم يعد يُنْصَح باستخدامه في معظم حالات تسمم المبيدات الحشرية.
استخدمت التقلية البولية (بالإنجليزية: Urinary alkalinisation)‏ مع حالات التسمم الحادة جراء التعرض مبيدات الأعشاب الكلوروفينوكسي (بالإنجليزية: chlorophenoxy herbicides)‏ (على سبيل المثال حمض 4،2-ثنائي كلورو فينوكسي الأسيتيك، MCPA، 2,4,5-T وميكوبروب (بالإنجليزية: mecoprop)‏) على الرغم من قلة وضعف الأدلة المدعمة استخدامها.

## انتشار المرض
يمثل التسمم المبيدات الحشرية مشكلةً واسعة النطاق، وخاصةً في الدول النامية.
«بُنِيَت معظم التقديرات المرتبطة بمدى حدة تسمم المبيدات الحشرية على البيانات الواردة من تقارير دخول المستشفيات والتي قد تتضمن فقط الحالات الأكثر خطورةٍ. ويشير آخر تقديرٍ لفرقة عملٍ تابعةٍ لمنظمة الصحة العالمية التابعة للأمم المتحدة احتمالية وجود نحو مليون حالة تسممٍ غير مقصودٍ خطيرةٍ سنوياً بالإضافة إلى مليوني آخرين يطببوا بالمستشفيات لمحاولات الانتحار بتناول المبيدات الحشرية. ويعكس هذا بالضرورة انحرافاً عن المشكلة الحقيقية. وبناءً على البيانات التي جاءت بإحدى الدراسات المسحية لمجموعةٍ قليلةٍ ممن تعرضوا للتسمم في منطقة آسيا، وأكملوا التقارير بذواتهم، قُدِرَ أنه قد يتواجد نحو 25 مليون عاملاً زراعياً بالدول النامية يعانون من إحدى حلقات تسمم المبيدات الحشرية سنوياً.»  في حين سُجِلَتْ في كندا عام 2007 أكثر من 6000 حالة تسممٍ حادٍ بالمبيدات الحشرية.
إلا أننا نلاحظ أنه من الصعب تقدير أعداد حالات التسمم الحاد المنتشرة عبر أرجاء العالم أجمع.

## المجتمع والثقافة
استحضرت راشيل كارسون في كتابها الربيع الصامت (بالإنجليزية: Silent Spring)‏ أول موجةٍ رئيسيةٍ للقلق العام حول التأثيرات المزمنة للمبيدات الحشرية.

## التأثير على الحيوانات الأخرى
لعل أحد التأثيرات الجانبية من وراء استخدام المبيدات الحشرية المقصود من استخدامها قتل الحشرات مثلاً هو أنه وبدون رغبةٍ من المرء يتسبب في مقتل أصنافٍ أكثر من تلك الكائنات الحية المعني القضاء عليها فقط. فالتواصل والتعامل مع النباتات التي تم رشها بالمبيدات الحشرية أو مبيدات الأعشاب قد يكون لها تأثيرها على الحياة البرية العامة، وبصورةٍ أكثر ملاحظةٍ في وسط الحشرات.